# جيمس ستيوارت (مغني أوبرا)
جيمس ستيوارت (بالإنجليزية: James Stuart)‏ هو مغني أوبرا ومخرج أمريكي، ولد في 23 ديسمبر 1928، وتوفي في 7 مارس 2005.